# Société pour l'amélioration du sort de la femme et la revendication de ses droits
Ne doit pas être confondu avec Société belge pour l'amélioration du sort de la femme.
La Société pour l'amélioration du sort de la femme et la revendication de ses droits est une association féministe française issue de la fusion en 1886 de deux associations créées en 1866 et 1874. Elle est fondée et présidée dans ses premières années par Maria Deraismes.

## Historique
En 1874 est fondée la Société pour l'amélioration du sort de la femme par plusieurs militantes féministes, parmi lesquelles Hubertine Auclert et Maria Deraismes. La création de cette association, composée uniquement de femmes, permet aux militantes féministes de l'époque d'acquérir une autonomie qu'elles n'avaient pas dans d'autres associations féministes dirigées par des hommes, notamment en vue de l'organisation du Congrès français et international du droit des femmes de Paris en 1889.
En mars 1875, Stella Blandy, Henriette Caroste, Anna Houry, Hubertine Auclert, Maria Deraismes et sa sœur Anna Féresse-Deraismes signent  une lettre pour demander à Victor Hugo de soutenir leurs revendications féministes.
En 1886, la Société pour l'amélioration du sort de la femme fusionne avec la Société de la revendication du droits des femmes,  fondée en 1866 pour réclamer la création d'écoles laïques. Après la mort de sa présidente Maria Deraismes en 1894, la société est présidée par Anna Carnaud, jusqu'à son décès en 1929. Elle est ensuite présidée par Élisabeth Fonsèque de 1920 à 1932, puis par Yvonne Netter de 1932 à 1934.